# Ophiocordyceps unilateralis
A Ophiocordyceps unilateralis, közismert nevén „zombihangya gomba” egy rovarokat megfertőző gombafaj, amelyet Alfred Russel Wallace brit természettudós fedezett fel 1859-ben. Elsősorban trópusi esőerdőkben fordul elő. Az O. unilateralis a hangyák Camponotini nemzetségéhez (tribus) tartozó fajokat fertőzi meg, amelynek során a gomba megváltoztatja a beteg példány viselkedését. A hangya elhagyja a lombkoronában található fészkét és a talajszintre vándorol, ahol a hőmérséklet és a páratartalom kedvező a gomba növekedéséhez. Ezt  követően az áldozat rágója segítségével rögzíti magát egy levél központi vastag eréhez, és ebben a pozícióban marad, amíg elpusztul. A folyamat, amely a megfertőződéstől a halálig tart, 4-10 napot vesz igénybe és a reproduktív fázissal ér véget, amikor a spóratermő termőtest kinő a hangya fejéből, vagy torából és szétszórja a spórákat. Az O. unilateralis saját maga is kitett a gombafertőzésnek: a hiperparazitizmusnak nevezett jelenség során egy másik gombafaj megtámadja és lecsökkenti a fertőző képességét.
A zombihangya gomba és rokon fajai ismertek arról, hogy másodlagos anyagcseretermékeket állítanak elő, többek között azzal a céllal, hogy antibakteriális hatású anyagokkal védjék magukat a szaporodás során. Ez a folyamat a természetes eredetű anyagokkal foglalkozó kémiai kutatások központjában áll, feltételezések szerint a rák immunterápiája során lehet majd potenciálisan felhasználni.

## Földrajzi elterjedés
Számos tanulmány pántrópusi fajként írja le, mivel elsősorban Brazília, Thaiföld és Ausztrália trópusi esőerdejeiben él, de néhány helyen a meleg-mérsékelt övezetben is előfordul, például Floridában, Dél-Karolinában és Japánban.

## Rendszertan
Hosszú időn keresztül vita tárgyát képezte, hogy a faj melyik nemzetséghez tartozik, eleinte a Cordyceps nemzetséghez sorolták, majd 2007-ben molekuláris vizsgálatok alapján átsorolták a Ophiocordyceps nemzetségbe. Mindkét csoporthoz számos olyan gombafaj tartozik, amely különböző rovarokon élősködik, de ezek legtöbbje a zombihangya gombával ellentétben egyszerűen csak megöli áldozatát és nem manipulálja viselkedését. Az O. unilateralis latin nevét tudományos munkákban gyakran kiegészítik a sensu lato kifejezéssel, aminek jelentése „tágabb értelemben”, mivel egyes csoportjai a nagy földrajzi távolság és az eltérő körülmények miatt más fajokra „specializálódtak”. Egy 2018-as kutatás 2 kládot és 26 alcsoportot különböztetett meg.

## Életciklus

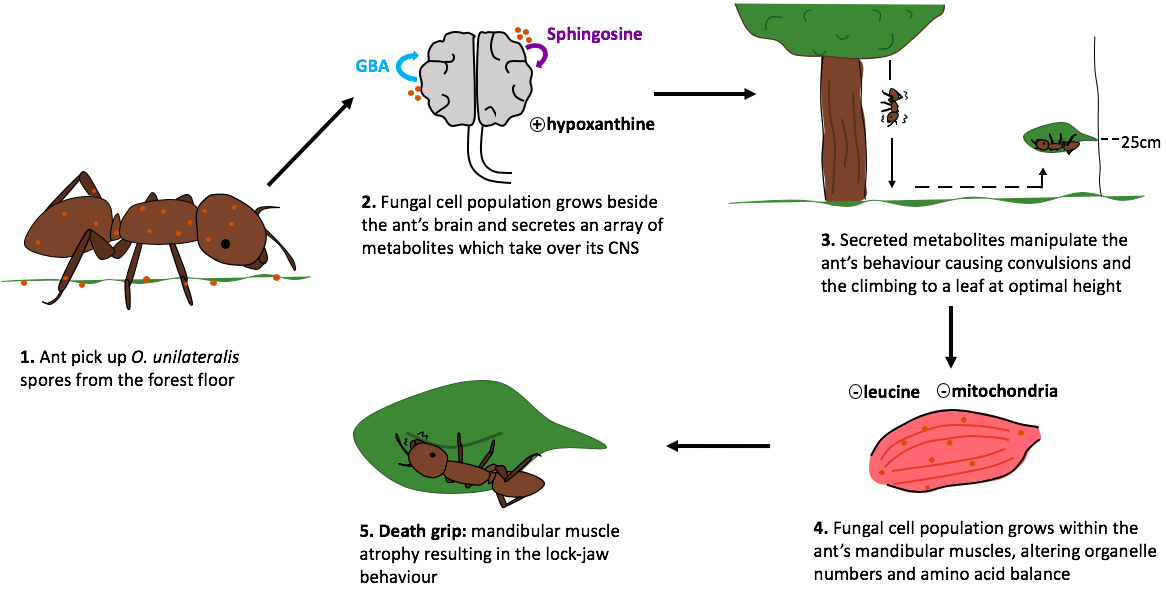
A zombihangya gomba életciklusának sematikus ábrája

Az O. unilateralis életciklusa 4-10 napig tart. A gomba célpontjául a lóhangyák szolgálnak, elsősorban a Camponotus leonardi elnevezésű faj. Megtámad más, közeli rokonságban álló hangyafajokat is, de azok esetében kisebb hatékonysággal tudja csak irányítani az alanyt és így a szaporodása is nehezebb. 

##### 1. Megfertőződés
A lóhangyák életük legnagyobb részét magasan a lombkoronában töltik. Az ágak között található a hangyaboly és itt futnak a hangyaországutak is. Néhány esetben azonban ha az állatok nem tudják áthidalni ágak segítségével két fa között a távolságot, leereszkednek az erdő talajára, hogy onnan másszanak fel a következő fatörzsre. Ezen az útszakaszon vannak kitéve az O. unilateralis fertőzésének, amelynek spórái az avaron fekszenek szétszóródva. Amikor a hangya hozzáér a spórához, az rátapad az állat külső vázára és az egyed magával viszi a fészkébe.

##### 2. A hangya védelmi rendszerének áttörése
A spórából kinövő gombafonál ezt követően áthatol az állat kutikuláján, elsősorban különböző enzimeket használva, például proteázt, lipázt és kitinázt. Ezt a kémiai hatást fizikai nyomással egészíti ki az átfúrás során. Amint bejutnak a hangya testén belülre, a gombasejtek elkezdenek szaporodni, a fonalak körbefonják az izomzatot és az agyat. 

##### 3. Lejutás a talajra
Amikor a gombasejtek hálózata megfelelő méretűvé válik a gazdatestben, vegyületeket bocsát ki és átveszi az irányítást a központi idegrendszer felett, ez lehetővé teszi az áldozat viselkedésének manipulálását. A kutatások két elsődleges vegyületet azonosítottak, amelyet az állat agyának manipulálására használ fel a gomba, a szfingozint és a guanidinobutirik savat (GBA). Mindkét vegyületről ismert, hogy szerepet játszik különböző neurológiai rendellenességek kialakulásában. A vizsgálatok nagy mennyiségű hipoxantint is azonosítottak a fertőzött egyedekben, ez az anyag káros hatással van az agykéreg idegszöveteire, ez is a mozgásszervrendszer befolyásolását segíti elő. Ezeknek az anyagoknak a segítségével a gomba először kontrollálhatatlan rángatózást idéz elő a beteg hangyában, amely egy idő után ennek hatására lehullik a lombkorona-szintről a földre.

##### 4. Felmászás az ideális levélre
Az O. unilateralis ezt követően arra kényszeríti áldozatát, hogy a szaporodásához leginkább megfelelő körülményekkel rendelkező helyszínre vándoroljon. A gazdaállat felmászik egy növény északi oldalára és a talajszint felett 26 cm magasságban, 94-95%-os páratartalmú, 20 és 30°C közötti hőmérsékletű helyen áll meg. Miután megtalálta az ideális pozíciót, egy levél alsó felére mászik és ott rögzíti magát. A mérsékelt övi erdőkben annyi különbség tapasztalható, hogy ott a fertőzött hangya egy gally alsó felébe kapaszkodik. Hogyha az ideális helyszínről eltávolítják a beteg példányt, a gomba szaporodószerve, a spóratartó vagy egyáltalán nem tud kinőni, vagy csak csökevényesen jelenik meg és a gomba reprodukciója meghiúsul.

##### 5. Rögzítés a levélhez és a hulla védelme

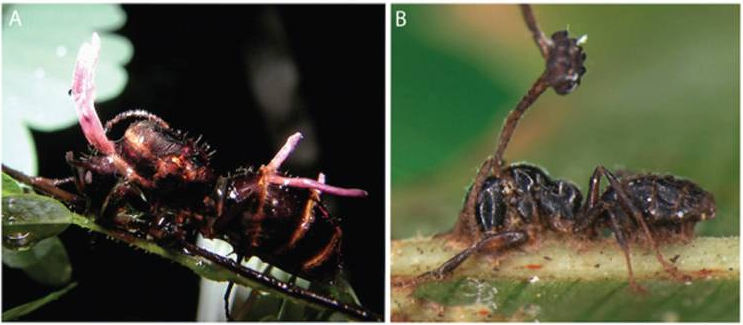
Az elpusztult állat lábainál látszódnak a gombafonalak, amelyek a testet a levélhez rögzítik

A gomba a hangya izomzatának néhány részén, elsősorban szájszervénél (rágójánál) módosításokat hajt végre, abnormálisan erőssé téve a testrészt. Amikor megérkezik végső helyére az állat a levél alján, rágójával beleharap a növény központi erezetébe és így rögzítve magát ott marad függeszkedve. Ezt az aktust az angol terminológia dead grip-nek (halálos szorításnak) nevezi. Thaiföldi vizsgálatok alapján ez az esemény általában délben történik meg. A zombihangya harapása jellegzetes súlyzó alakú sebhelyet hagy a növényen, ilyen nyomokat fedeztek fel a németországi Messel bányájában talált 48 millió éves fosszíliákon is, ezzel azonosítva a faj korát.
Amint a gazdatest stabilan rögzítve van, azonnal elindul az izomsorvadás és a gomba gyorsan megöli a hangyát. A gombafonalak gyorsan növekednek a döglött testen belül, egyre több lágy szövetrészt pusztítva el és ezzel párhuzamosan hifájával megerősíti a hangya külső vázát, hogy megakadályozza a dögevőket a behatolásban. A micelliák (gombafonalak) előtörnek a testből és még szorosabban a levélhez köti azt. A gomba számos antibakteriális hatású másodlagos anyagcsereterméket állít elő, ezzel igyekszik megakadályozni a rivális lebontó szervezetek megjelenését a megszállt tetemben.

##### 6. Szaporodás

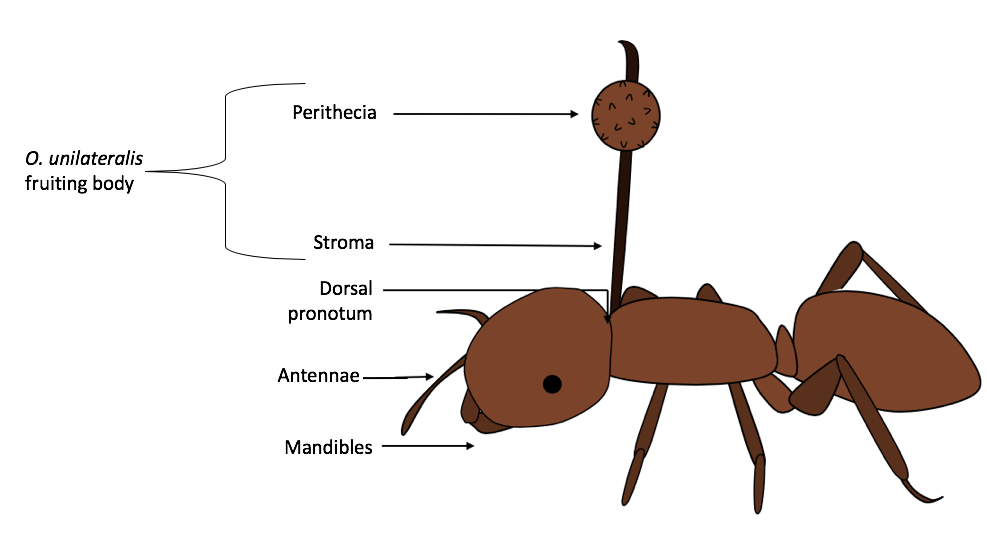
A termőtest sematikus ábrája

Életciklusa utolsó fázisaként a gomba létrehozza termőtestét. Jellemzően egyetlen drótszerű, de hajlékony, sötéten pigmentált szárat növeszt ki a döglött hangya torának háti részéből, ennek a szárnak a csúcsa alatt található meg kicsivel a gömb alakú perithecia, amely a spórákat hordozza. Ezt követően a spórák kirepülnek és a szél szétszórja őket az avaron, ahol aztán újabb hangyákat fertőzhetnek meg. Az O. unilateralis által intenzíven érintett területeket hangyatemetőknek nevezik, ezeken a nagyjából 30 m átmérőjű helyszíneken négyzetméterenként 20-30 döglött példány is megfigyelhető.

## A hangyaboly védekezési mechanizmusa
Az érintett hangyafaj, a Camponotus leonardi az evolúció során számos védekezési mechanizmust fejlesztett ki. A veszélyes talajszinten megtett út után a dolgozók igyekeznek letisztogatni egymásról a rájuk tapadt spórákat, csökkentve a fertőzés veszélyét. Ha érzékelik, hogy egy társuk megfertőződött, az egészséges hangyák egy csoportja elhurcolja a beteget egy távoli helyszínre, hogy a hangyabolyban mások ne legyenek kitéve a spóráknak. A vizsgálatok kimutatták, hogy a dolgozók többsége nem hagyja el a magasan fekvő biztonságos zónát, csak azok a gyűjtögetők, akik a meghatározott területre vannak kiosztva. Amíg azokban az erdőkben, ahol nincs jelen a gombafertőzés, a hangyafaj hosszú földfelszíni útvonalakat használ és a fészkét sem építi olyan magasra, addig a járvány által érintett területeken magasabban helyezkedik el a hangyaboly és az útvonalak csak a lehető legrövidebb ideig maradnak a talajszinten.

## Hiperparazitája
Az O. unilateralis rendkívül hatékony és fertőző, rövid időn belül egész hangyabolyokat irthatna ki, ezt elsősorban egy jelenleg azonosítatlan hiperparazita (parazitán élősködő parazita) gombafaj akadályozza meg, amelyet a sajtóban „antizombi gombaként” emlegetnek. A hiperparazita tevékenységének következtében a zombihangya gomba termőtestjeinek alig 6,5%-a marad életképes és a megfertőződött spórák fertőzőképessége is lecsökken.

## Gyógyászati jelentősége
Az Ophiocordyceps nemzetség a gyógyászatban ismert, orvosilag jelentős csoportként van számontartva. Elsősorban másodlagos anyagcseretermékeit (szekunder metabolitjait) vetették vizsgálatok alá, ennek során hat különböző naftokinon-származékot sikerült izolálniuk. In vitro kísérletek során malária elleni gyógyszerek kifejlesztéséhez használták ezeket és kimutatottan antibakteriális és rák elleni hatással is rendelkeznek. A gomba által előállított naftokinon savas körülmények között vörös, lúgos körülmények között pedig lila színűvé válik és mivel nem káros az emberi szervezetre, alkalmas lehet tuberkulózisos betegek tesztelésére és szinezőanyagként a kozmetikaiparban és az élelmiszerek szinezésére is használható. A másik fontos anyag, amelyet az O. unilateralis termel, egy gyógyhatású poliketid. Ezt koleszterin és gomba elleni gyógyszerekben használják fel és a feltételezések szerint antioxidáns, öregedésgátló és a tumorok növekedését fékező hatása is lehet.

## Fikcióban
Annak az elképzelt lehetősége, hogy egy gombafaj, amely átalakítani és irányítani képes áldozatát nem csak állatokat fertőzhet meg, hanem embereket is, számos író, filmkészítő és játékgyártó fantáziáját ihlette meg, elsősorban a horror műfaján belül. Többek között híres példa Mike Carey Kiéhezettek című 2014-es könyve és annak 2016-os filmváltozata, ahol az O. unilateralis embereket fertőz meg. Hasonló módon egy ilyen működésű gombafaj ihlette meg a The Last of Us című videójáték és sorozat készítőit is, ott azt a rokon nemzetséget, a Cordycepset említik meg a fertőzés okaként, amelyhez az unilateralist korábban sorolták. A novellák közül példa Stephen King Gray Matter és William Hope The Voice in the Night című elbeszélése.

## Fordítás
Ez a szócikk részben vagy egészben  az   Ophiocordyceps unilateralis című angol Wikipédia-szócikk ezen változatának fordításán alapul.  Az eredeti cikk szerkesztőit annak laptörténete sorolja fel. Ez a jelzés csupán a megfogalmazás eredetét és a szerzői jogokat jelzi, nem szolgál a cikkben szereplő információk forrásmegjelöléseként.